# Mouvement travailliste progressiste
Le Mouvement travailliste progressiste ((en) : Progressive Labour Movement) est un parti politique antiguais fondé en avril 1968 par George Walter d'une scission du Parti travailliste d'Antigua et comme le bras politique de l'Union des travailleurs d'Antigua. Sous la direction de Walter, il remporte les élections législatives de 1971. Défait en 1976, il fusionne avec deux autres partis en 1992 pour former le Parti progressiste unifié.